# 블라디미르 마슬렌니코프
블라디미르 아나톨리예비치 마슬렌니코프(러시아어: Влади́мир Анато́льевич Ма́сленников, 1994년 8월 17일~)는 러시아의 사격 선수로 주 종목은 소총이다. 2016년 하계 올림픽 남자 10m 공기소총 종목에서 동메달을 획득했다.